# UCI Africa Tour 2023
UCI Africa Tour 2023 – 19. edycja cyklu wyścigów kolarskich UCI Africa Tour.
W kalendarzu 19. edycji cyklu Africa Tour znalazło się 23 wyścigów rozgrywanych między 3 listopada 2022 a 23 września 2023.

## Kalendarz
Opracowano na podstawie:
| UCI Africa Tour 2023   | UCI Africa Tour 2023 | UCI Africa Tour 2023                                | UCI Africa Tour 2023 | UCI Africa Tour 2023                                 | UCI Africa Tour 2023                                     | UCI Africa Tour 2023                                | UCI Africa Tour 2023 |
| Data                   | Państwo              | Wyścig                                              | Kat.                 | Zwycięzca                                            | Drugie miejsce                                           | Trzecie miejsce                                     |                      |
| ---------------------- | -------------------- | --------------------------------------------------- | -------------------- | ---------------------------------------------------- | -------------------------------------------------------- | --------------------------------------------------- | -------------------- |
| 3 lis                  | Maroko               | Les Challenges de la Marche Verte-GP Sakia El Hamra | 1.2                  | Ahmed Al Mansoori (Shabab Al Ahli Cycling Team)      | Youssef Bdadou                                           | Mounir Makhchoun (Bahrain Cycling Academy)          |                      |
| 5 lis                  | Maroko               | Les Challenges de la Marche Verte-GP Oued Eddahab   | 1.2                  | Heiko Homrighausen                                   | Ahmed Al Mansoori (Shabab Al Ahli Cycling Team)          | Youssef Bdadou                                      |                      |
| 6 lis                  | Maroko               | Les Challenges de la Marche Verte-GP Al Massira     | 1.2                  | Jules De Cock                                        | Nasr Eddine Maatougui (Sidi Ali-Unlock Team)             | Jarri Stravers (Global Cycling Team)                |                      |
| 8 lis                  | Maroko               | Challenge du Prince-Trophée Princier                | 1.2                  | Achraf Ed Doghmy                                     | Oussama Khafi                                            | Lahcen Saber                                        |                      |
| 10 lis                 | Maroko               | Challenge du Prince-Trophée de l'Anniversaire       | 1.2                  | Nasr Eddine Maatougui (Sidi Ali-Unlock Team)         | Adil El Arbaoui                                          | Achraf Ed Doghmy                                    |                      |
| 11 – 20 listopada 2022 | Burkina Faso         | Tour du Faso                                        | 2.2                  | odwołany                                             |                                                          |                                                     |                      |
| 11 lis                 | Maroko               | Challenge du Prince-Trophée de la Maison Royale     | 1.2                  | Adil El Arbaoui                                      | Mohammed Saaoud                                          | Scott David                                         |                      |
| 23 – 29 stycznia 2023  | Gabon                | La Tropicale Amissa Bongo                           | 2.1                  | Geoffrey Soupe (TotalEnergies)                       | Hamza Amari (Q36.5 Continental)                          | Christopher Lagane                                  |                      |
| 1 – 5 lutego 2023      | Mauretania           | Tour du Sahel                                       | 2.2                  | Adil El Arbaoui                                      | Achraf Ed Doghmy                                         | El Houçaine Sabbahi                                 |                      |
| 19 – 26 lutego 2023    | Rwanda               | Tour du Rwanda                                      | 2.1                  | Henok Mulubrhan (Green Project-Bardiani CSF-Faizanè) | Walter Calzoni (Q36.5 Pro Cycling Team)                  | William Junior Lecerf (Soudal Quick-Step Devo Team) |                      |
| 7 – 16 marca 2023      | Algieria             | Tour d’Algérie                                      | 2.2                  | Paul Hennequin (Nice Métropole Côte d'Azur)          | Edoardo Sandri (Q36.5 Continental)                       | Aklilu Gebrehiwet                                   |                      |
| 17 mar                 | Algieria             | Grand Prix international de la ville d'Alger        | 1.2                  | Youcef Reguigui (Terengganu Polygon Cycling Team)    | Meron Teshome                                            | Jarri Stravers (Universe Cycling Team)              |                      |
| 2 – 6 maja 2023        | Benin                | Tour du Bénin                                       | 2.2                  | Achraf Ed Doghmy                                     | Yacine Hamza (Groupement Sportif des Pétroliers Algérie) | Clovis Kamzong (SNH Vélo Club)                      |                      |
| 26 maj                 | Maroko               | Grand Prix du Prince Héritier Moulay el Hassan      | 1.2                  | Lukáš Kubiš (Dukla Banská Bystrica)                  | Nasr Eddine Maatougui (Sidi Ali-Unlock Team)             | El Houçaine Sabbahi                                 |                      |
| 27 maj                 | Maroko               | Grand Prix du Trône                                 | 1.2                  | Lukáš Kubiš (Dukla Banská Bystrica)                  | Youcef Reguigui (Terengganu Polygon Cycling Team)        | Achraf Ed Doghmy                                    |                      |
| 28 maj                 | Maroko               | Grand Prix de la Famille Royale                     | 1.2                  | Youcef Reguigui (Terengganu Polygon Cycling Team)    | Salah Eddine Mraouni (Kuwait-Cartucho.es)                | Ibrahim Essabahy                                    |                      |
| 3 – 11 czerwca 2023    | Kamerun              | Tour du Cameroun                                    | 2.2                  | Mohcine El Kouraji                                   | Adil El Arbaoui                                          | Etienne Tuyizere                                    |                      |
| 6 – 9 czerwca 2023     | Mauritius            | Tour de Maurice                                     | 2.2                  | Archie Cross (Velo Schils-Interbike RT)              | Christopher Lagane                                       | Pirmin Eisenbarth (Bike Aid)                        |                      |
| 11 cze                 | Mauritius            | Courts Mamouth Classique de l'ìle Maurice           | 1.2                  | Youcef Reguigui (Terengganu Polygon Cycling Team)    | Dawit Yemane (Bike Aid)                                  | Natnael Berhane (Beykoz Belediyesi Spor Kulübü)     |                      |
| 8 wrz                  | Maroko               | Challenge des phosphates - Grand Prix de Khouribga  | 1.2                  |                                                      |                                                          |                                                     |                      |
| 9 wrz                  | Maroko               | Challenge des phosphates-Grand Prix Fkih Ben Saleh  | 1.2                  |                                                      |                                                          |                                                     |                      |
| 10 wrz                 | Maroko               | Challenge des phosphates - Grand Prix de Ben Guérir | 1.2                  |                                                      |                                                          |                                                     |                      |
| 15 – 23 września 2023  | Maroko               | Tour du Maroc                                       | 2.2                  | odwołany                                             |                                                          |                                                     |                      |